# 加斯科涅弗洛克

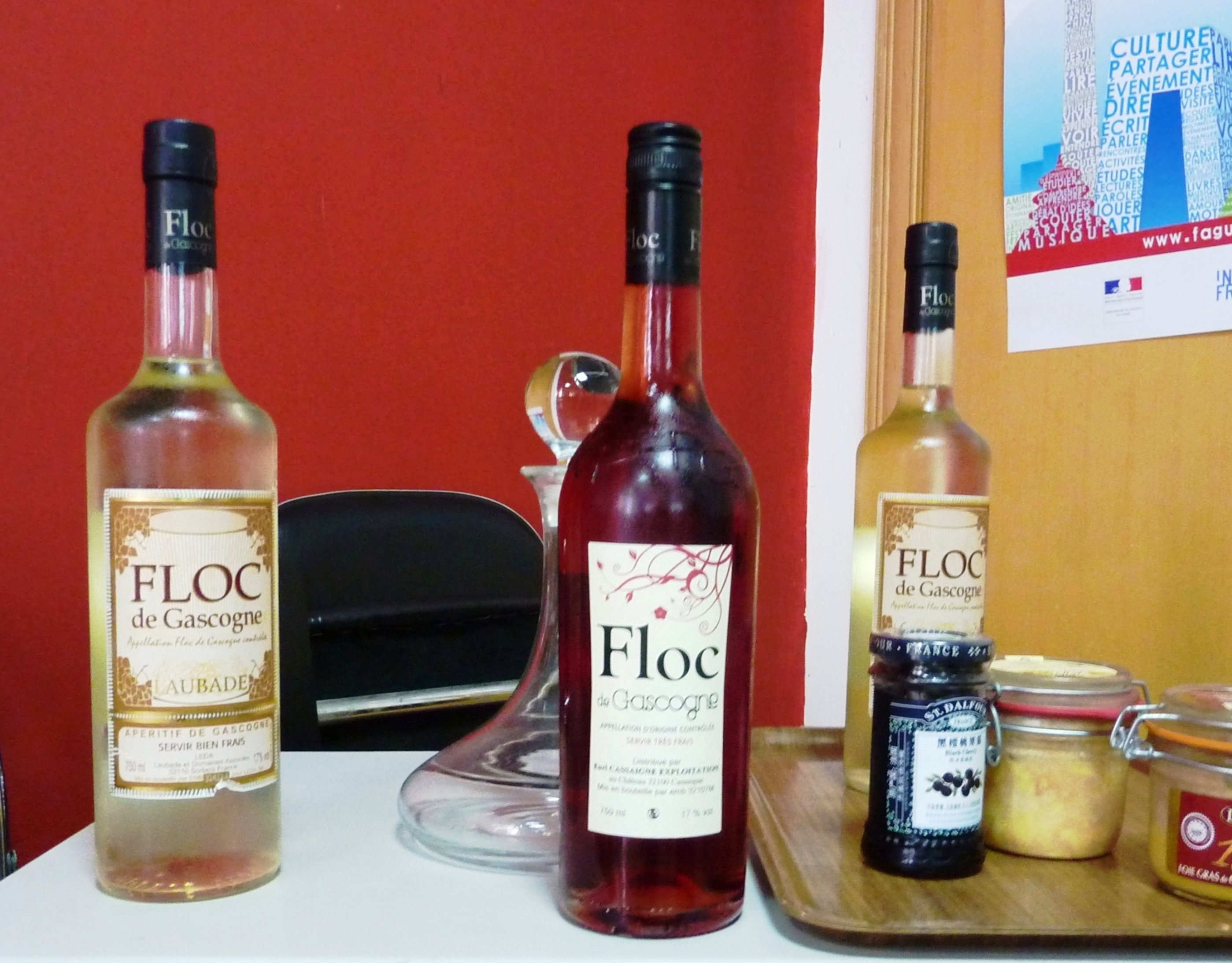

加斯科涅弗洛克（法語：Floc de Gascogne），是一种来自法国南部-比利牛斯大区热尔省产区大范围生产的一种甜酒，也是朗德省和洛特-加龙省产区生产的一种甜酒。生产源于14世纪，是由尚未发酵的新的阿马尼亚克产区的葡萄汁混合制造出来的。

## 介绍
“Floc de Gascogne”这个名字是由克拉旺塞尔的酿酒师亨利·拉莫尔（Henri Lamor）于1954年创造的。“floc”一词来自奥克语，意为“花束”。这款酒来自于一种古老的农家的酿酒配方（2/3葡萄汁、1/3阿马尼亚克），由农家保存和消费的。
加斯科涅弗洛克受到法国政府1990年11月27号颁布的一项法令AOC（appellation d'origine controlée）的保护，同时也受到欧盟法令AOP（appellation d'origine protégée）的保护，它同时可以有两种命名方式：甜白葡萄酒和玫瑰葡萄酒。

## 葡萄酒工艺学

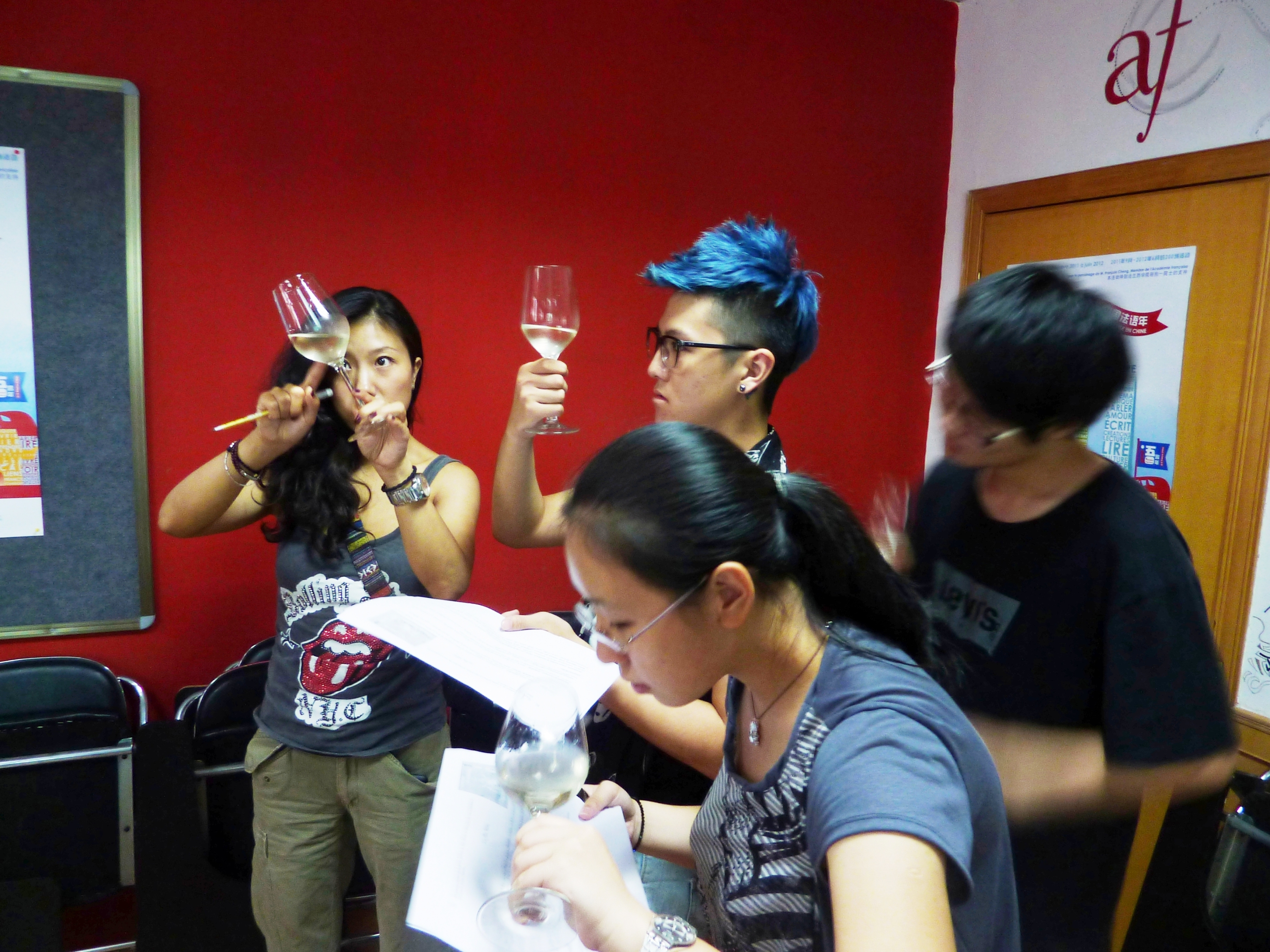

我们喝的的都是新的加斯科涅弗洛克；在它贮存最初的几年的时间里，它被解释为具有很紧致很浓郁的红色水果的香气，以及花香，橘子皮的香气，香料，以及阿马尼亚克葡萄自由的紫色气息。这款酒适合在5到7度这样很凉爽的温度下品尝，并且在开瓶以后可以在冰箱里面5到7度的环境里储存上3个月的时间。 